# Элеонора Вудстокская
Элеонора Вудсток (англ. Eleanor of Woodstock, 18 июня 1318, Вудстокский дворец, Оксфордшир — 22 апреля 1355, Девентер, Оверэйссел) — дочь короля Англии Эдуарда II и Изабеллы Французской, сестра Эдуарда III, вторая жена Рейнальда II Гельдернского.

## Биография
Принцессу назвали в честь бабушки по отцовской линии Элеоноры Кастильской. В 1324 году из-за конфликта между родителями забота о Элеоноре и её младшей сестре Джоан была передана супруге Хью Диспенсера младшего Элеонор де Клер, а позднее — Ральфу де Монтермеру и его супруге Изабелле Гастингс. Жили девочки в замках Плиши и Мальборо. В 1325 году король Эдуард пытался устроить брак Элеоноры с Альфонсом XI Кастильским, однако из-за разногласий по приданому этот план не был осуществлён.
В 1326 году после свержения Эдуарда II Элеонора вновь воссоединилась с матерью. 
В мае 1332 года Элеонора вышла замуж за правящего графа Гельдерна, Рейнальда II Чёрного,  брак состоялся благодаря двоюродной сестре Изабеллы Жанне Валуа. Свадебные торжества прошли в Неймегене. Герцогиня пользовалась уважением у своих подданных. Она родила двоих сыновей (от первого брака у её мужа было четыре дочери). Однако в 1338 году Рейнальд объявил, что она больна проказой, отлучил от двора и намеревался аннулировать брак. Элеонора, получившая в детстве из-за разлада родителей травму, была кроткой женщиной, однако в критической ситуации проявила неожиданную твёрдость. Чтобы доказать, что она не больна, Элеонора перед всем герцогским двором в Неймегене сбросила плащ, под которым, согласно одним летописям была нагой, согласно другим — в прозрачной сорочке. Муж был вынужден принять её обратно. 12 октября 1343 года Рейнальд погиб в результате несчастного случая (падения с лошади). Элеонора правила герцогством от имени своего сына Рейнальда до его совершеннолетия. Когда она попыталась уладить миром конфликт, возникший между сыновьями, Рейнальд конфисковал всё её имущество. Последние годы Элеонора жила в цистерцианском аббатстве и умерла в нищете 22 апреля 1355 года. Похоронена в аббатстве Девентера.